# Futbol'nyj Klub Spartak Moskva 2020-2021
Questa voce raccoglie le informazioni riguardanti il Futbol'nyj Klub Spartak Moskva nelle competizioni ufficiali della stagione 2020-2021.

## Maglie e sponsor
| Casa | Trasferta |

## Rosa
| N. |                        | Ruolo | Calciatore                 |
| -- | ---------------------- | ----- | -------------------------- |
| 2  | Francia (bandiera)     | D     | Samuel Gigot               |
| 4  | Paesi Bassi (bandiera) | C     | Jorrit Hendrix             |
| 6  | Brasile (bandiera)     | D     | Ayrton                     |
| 7  | Russia (bandiera)      | A     | Aleksandr Sobolev          |
| 8  | Nigeria (bandiera)     | C     | Victor Moses               |
| 10 | Russia (bandiera)      | C     | Zelimchan Bakaev           |
| 11 | Svezia (bandiera)      | A     | Jordan Larsson             |
| 14 | Russia (bandiera)      | D     | Georgij Džikija (capitano) |
| 15 | Russia (bandiera)      | C     | Maksim Glušenkov           |
| 19 | Argentina (bandiera)   | A     | Ezequiel Ponce             |
| 20 | Uzbekistan (bandiera)  | C     | Oston O'runov              |
| 22 | Russia (bandiera)      | C     | Michail Ignatov            |
| 24 | Paesi Bassi (bandiera) | A     | Quincy Promes              |
| 29 | Russia (bandiera)      | D     | Il'ja Kutepov              |

| N. |                      | Ruolo | Calciatore           |
| -- | -------------------- | ----- | -------------------- |
| 32 | Russia (bandiera)    | P     | Artem Rebrov         |
| 33 | Rep. Ceca (bandiera) | C     | Alex Král            |
| 38 | Russia (bandiera)    | D     | Andrej Eščenko       |
| 39 | Russia (bandiera)    | D     | Pavel Maslov         |
| 47 | Russia (bandiera)    | C     | Roman Zobnin         |
| 54 | Russia (bandiera)    | C     | Nail' Umjarov        |
| 56 | Russia (bandiera)    | D     | Il'ja Gaponov        |
| 57 | Russia (bandiera)    | P     | Aleksandr Selichov   |
| 66 | Russia (bandiera)    | C     | Ruslan Litvinov      |
| 87 | Russia (bandiera)    | C     | Ajaz Guliev          |
| 88 | Russia (bandiera)    | A     | Aleksandr Tašaev     |
| 98 | Russia (bandiera)    | P     | Aleksandr Maksimenko |
| 99 | Brasile (bandiera)   | C     | Pedro Rocha          |

## Risultati

### Campionato
| Mosca 9 agosto 2020 1ª giornata | Spartak Mosca | 2 – 2 referto | Soči | Otkrytie Arena |

| Mosca 14 agosto 2020 2ª giornata | Spartak Mosca | 2 – 0 referto | Achmat Groznyj | Otkrytie Arena |

| Ufa 19 agosto 2020 3ª giornata | Ufa | 1 – 1 referto | Spartak Mosca | Stadio Neftjanik |

| Mosca 23 agosto 2020 4ª giornata | Spartak Mosca | 2 – 1 referto | Lokomotiv Mosca | Otkrytie Arena |

| Volgograd 26 agosto 2020 5ª giornata | Rotor | 0 – 1 referto | Spartak Mosca | Volgograd Arena |

| Mosca 29 agosto 2020 6ª giornata | Spartak Mosca | 2 – 1 referto | Arsenal Tula | Otkrytie Arena |

| Mosca 13 settembre 2020 7ª giornata | CSKA Mosca | 3 – 1 referto | Spartak Mosca | Arena CSKA |

| Kazan' 20 settembre 2020 8ª giornata | Rubin | 0 – 2 referto | Spartak Mosca | Kazan Arena |

| Saransk 26 settembre 2020 9ª giornata | Tambov | 0 – 2 referto | Spartak Mosca | Mordovia Arena |

| Mosca 3 ottobre 2020 10ª giornata | Spartak Mosca | 1 – 1 referto | Zenit San Pietroburgo | Otkrytie Arena |

| Chimki 17 ottobre 2020 11ª giornata | Chimki | 2 – 3 referto | Spartak Mosca | Arena Chimki |

| Krasnodar 24 ottobre 2020 12ª giornata | Krasnodar | 1 – 3 referto | Spartak Mosca | Stadio FK Krasnodar |

| Mosca 31 ottobre 2020 13ª giornata | Spartak Mosca | 0 – 1 referto | Rostov | Otkrytie Arena |

| Ekaterinburg 7 novembre 2020 14ª giornata | Ural | 2 – 2 referto | Spartak Mosca | Stadio Centrale |

| Mosca 21 novembre 2020 15ª giornata | Spartak Mosca | 1 – 1 referto | Dinamo Mosca | Otkrytie Arena |

| Mosca 29 novembre 2020 16ª giornata | Spartak Mosca | 2 – 0 referto | Rotor | Otkrytie Arena |

| Mosca 5 dicembre 2020 17ª giornata | Spartak Mosca | 5 – 1 referto | Tambov | Otkrytie Arena |

| Soči 12 dicembre 2020 18ª giornata | Soči | 1 – 0 referto | Spartak Mosca | Stadio olimpico Fišt |

| San Pietroburgo 16 dicembre 2020 19ª giornata | Zenit San Pietroburgo | 3 – 1 referto | Spartak Mosca | Stadio San Pietroburgo |

| Mosca 28 febbraio 2021 20ª giornata | Spartak Mosca | 0 – 2 referto | Rubin | Otkrytie Arena |

| Mosca 7 marzo 2021 21ª giornata | Spartak Mosca | 6 – 1 referto | Krasnodar | Otkrytie Arena |

| Mosca 13 marzo 2021 22ª giornata | Dinamo Mosca | 1 – 2 referto | Spartak Mosca | Stadio Dinamo |

| Mosca 18 marzo 2021 23ª giornata | Spartak Mosca | 5 – 1 referto | Ural | Stadio olimpico Fišt |

| Rostov sul Don 4 aprile 2021 24ª giornata | Rostov | 2 – 3 referto | Spartak Mosca | Rostov Arena |

| Mosca 11 aprile 2021 25ª giornata | Lokomotiv Mosca | 2 – 0 referto | Spartak Mosca | RŽD Arena |

| Mosca 18 aprile 2021 26ª giornata | Spartak Mosca | 0 – 3 referto | Ufa | Stadio olimpico Fišt |

| Mosca 25 aprile 2021 27ª giornata | Spartak Mosca | 1 – 0 referto | CSKA Mosca | Stadio olimpico Fišt |

| Tula 3 maggio 2021 28ª giornata | Arsenal Tula | 1 – 2 referto | Spartak Mosca | Stadio Arsenal |

| Mosca 10 maggio 2021 29ª giornata | Spartak Mosca | 2 – 1 referto | Chimki | Stadio olimpico Fišt |

| Groznyj 16 maggio 2021 30ª giornata | Achmat Groznyj | 2 – 2 referto | Spartak Mosca | Stadion imeni Achmat-Chadži Kadyrova |